# Organización de las Naciones Unidas para la Alimentación y la Agricultura

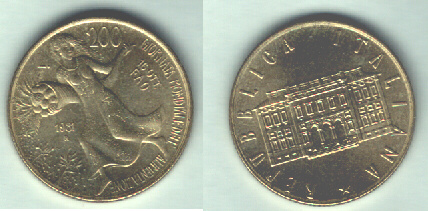
Moneda de 200 Liras con un homenaje a la FAO.

La Organización de las Naciones Unidas para la Alimentación y la Agricultura, ONUAA, o más conocida como FAO (por sus siglas en inglés:  Food and Agriculture Organization), es un organismo especializado de la ONU que dirige las actividades internacionales encaminadas a erradicar el hambre. Brinda sus servicios tanto a países desarrollados como a países en vías de desarrollo y actúa como un foro neutral donde todas las naciones se reúnen como iguales para negociar acuerdos y debatir políticas. También es fuente de conocimiento e información y ayuda a los países en vías de desarrollo y transición a modernizar y mejorar sus actividades agrícolas, forestales y pesqueras con el fin de asegurar una buena nutrición para todos. A 15 de junio de 2013 la FAO cuenta con 197 miembros: 194 Estados miembros, una organización miembro (la Unión Europea) y dos miembros asociados (Islas Feroe y Tokelau). También forma parte del Grupo de las Naciones Unidas para el Desarrollo.
Desde 1981 se considera el 16 de octubre como Día Mundial de la Alimentación.
El nombre oficial del organismo en español fue Organización de las Naciones Unidas para la Agricultura y la Alimentación hasta que en 2011 se sustituyó por el actual.
Su lema en latín es Fiat panis («Que haya pan»), como figura en su logotipo.

## Historia y antecedentes

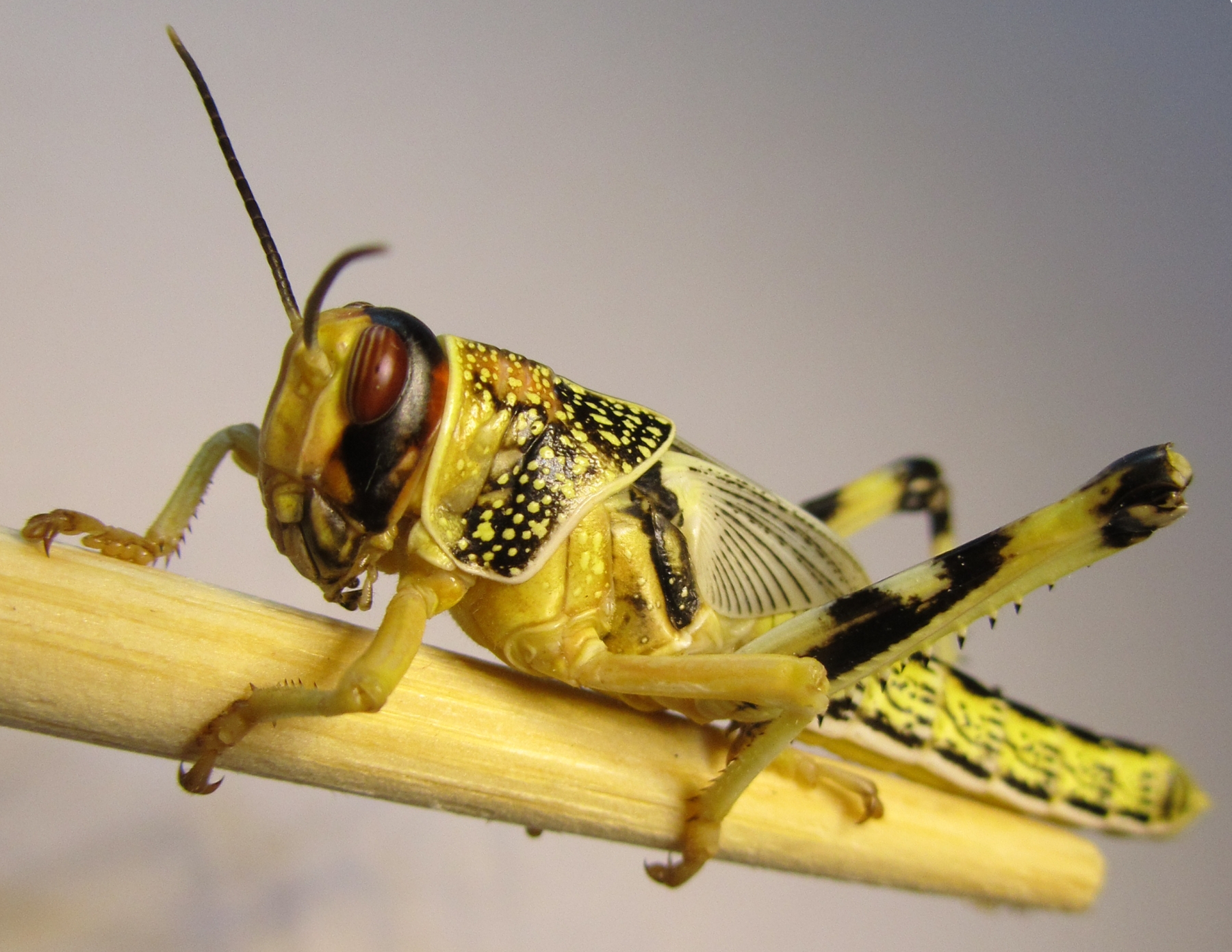
Schistocerca gregaria, langosta del desierto, subadulto

La idea de una organización internacional para la alimentación y la agricultura surgió a finales del siglo XIX y comienzos del XX. En mayo-junio de 1905 se celebró en Roma (Italia) una conferencia internacional que condujo a la creación de un Instituto Internacional de Agricultura.
Más tarde, en 1943, el presidente de Estados Unidos Franklin D. Roosevelt convocó una Conferencia de las Naciones Unidas sobre la Alimentación y la Agricultura. Los representantes de cuarenta y cuatro gobiernos se reunieron en el Hotel Homestead de Hot Springs (Virginia, Estados Unidos) del 18 de mayo al 3 de junio. El 16 de octubre de 1945 se reunieron en la ciudad de Quebec (Canadá) y se comprometieron a fundar una organización permanente para la alimentación y la agricultura. El primer período de sesiones de la Conferencia se celebró en Chateau Frontenac en Quebec (Canadá) del 16 de octubre al 1 de noviembre de 1945. La Segunda Guerra Mundial puso fin al Instituto Internacional de Agricultura, a pesar de que oficialmente solo se disolvió por acuerdo de su Comisión Permanente el 27 de febrero de 1948. Sus funciones fueron transferidas a la recién creada FAO.
El 26 de junio de 2011, el brasileño José Graziano da Silva fue elegido nuevo director general de la FAO. Tras un primer mandato, que comenzó el 1 de enero de 2012 y concluyó el 31 de julio de 2015, el 6 de junio de 2015, durante el 39.º período de sesiones de la Conferencia de la FAO, los miembros de la Organización reeligieron a Graziano da Silva para desempeñar un nuevo mandato que comenzó el 1 de agosto de 2015. El actual director general de la FAO es el chino QU Dongyu.

## Actividades principales de la FAO
Las actividades de la FAO comprenden las siguientes siete esferas principales:
- Facilitar información y apoyar la transición hacia una agricultura sostenible.
- Fortalecer la voluntad política y compartir conocimientos especializados en materia de políticas.
- Reforzar la colaboración público-privada para mejorar la agricultura en pequeña escala.
- Llevar los conocimientos al campo.

- Apoyar a los países a prevenir y mitigar los riesgos.
- Luchar contra el hambre en el mundo.
- Lograr seguridad alimentaria, apoyando a los pequeños agricultores para que puedan producir alimentos.

## Idiomas de la institución
El artículo 48 del Reglamento General de la Organización de las Naciones Unidas para la Agricultura y la Alimentación (FAO) establece: «El árabe, el chino, el español, el francés, el inglés y el ruso son los idiomas de la
Organización». Estos idiomas se utilizan sistemáticamente tanto en las reuniones de las Conferencias como de los Consejos de la Organización, así como en los documentos de trabajo que se distribuyen para dichas reuniones.
Aunque en los estatutos de la FAO no se regulan de forma expresa los idiomas de trabajo, en la inmensa mayoría de los casos se utilizan inglés, francés y español y en ellos se realizan la mayoría de las publicaciones de la Organización.
Solo en contadas ocasiones, cuando se trata de reuniones regionales en las que participan muchos países árabes, se utiliza también el árabe como idioma de trabajo.

## Programas y logros

### Cumbre Mundial sobre la Seguridad Alimentaria
La Cumbre Mundial sobre la Seguridad Alimentaria tuvo lugar en Roma, Italia, entre el 16 y el 18 de noviembre de 2009. La decisión de convocar la cumbre fue tomada por el Consejo de la FAO, a propuesta del director general Jacques Diouf. Sesenta jefes de Estado y de Gobierno asistieron a la cumbre. Los países adoptaron por unanimidad una declaración prometiendo un renovado compromiso para erradicar el hambre de la tierra en la fecha más temprana posible.

### Respuesta a la crisis alimentaria
En diciembre de 2007, la FAO lanzó su Iniciativa sobre la subida de los precios de los alimentos para ayudar a los pequeños productores a aumentar su producción y ganar más. Bajo esta iniciativa, la FAO contribuyó a la labor del equipo de Tareas de Alto Nivel sobre la Crisis Mundial de la Seguridad Alimentaria, que produjo el Marco Amplio para la Acción. La FAO ha llevado a cabo proyectos en más de 25 países y misiones interinstitucionales en casi 60, amplió el control a través del Sistema Mundial de Información y Alerta sobre la Alimentación y la Agricultura, proporcionando asesoramiento sobre políticas a los gobiernos y el apoyo a sus esfuerzos por aumentar la producción de alimentos, y abogó por una mayor inversión en la agricultura. También ha trabajado mano a mano con la Unión Europea. Un ejemplo de su trabajo es un esquema de 10,2 millones de dólares EE. UU., unos 7,5 mil millones de euros para distribuir y multiplicar semillas de calidad en Haití, que ha incrementado significativamente la producción de alimentos, proporcionando alimentos más baratos y aumentado los ingresos de los agricultores.

### Asociación FAO-UE
En mayo de 2009, la FAO y la Unión Europea firmaron un paquete de ayuda inicial por valor de 125 millones de euros para apoyar a los pequeños agricultores en los países golpeados por el aumento de precios de los alimentos. El paquete de ayuda forma parte del mecanismo alimentario de la UE de 1,000 millones de euros, creado con el Equipo de Tareas de Alto Nivel sobre la Crisis Mundial de la Seguridad Alimentaria y la FAO para centrarse en programas que tengan un impacto rápido pero duradero en la seguridad alimentaria. La FAO está recibiendo alrededor de 200 millones de euros para el trabajo en 25 países, de los cuales 15,4 millones de euros va a Zimbabue.

### Programas de seguridad alimentaria
El Programa Especial para la Seguridad Alimentaria es una de las principales iniciativas de la FAO para alcanzar la meta de reducir a la mitad el número de personas que sufren hambre en el mundo para el 2015 (actualmente se estima en cerca de 1,000 millones de personas), como parte de su compromiso con los Objetivos de Desarrollo del Milenio. A través de proyectos en más de 100 países en todo el mundo, el programa promueve soluciones eficaces y concretas para la eliminación del hambre, la desnutrición y la pobreza. Actualmente 102 países participan en el programa y de estos aproximadamente 30 han comenzado a pasar de programas pilotos a programas nacionales. Para maximizar el impacto de su labor, la FAO promueve fuertemente que los países se apropien de los programas y fomente la participación ciudadana en los países en los que opera.

### Respuesta de emergencia
La FAO ayuda a los países a prevenir, mitigar, prepararse y responder a las emergencias. La FAO se centra en el fortalecimiento de la capacidad de preparación para desastres y la capacidad para mitigar el impacto de las emergencias sobre la seguridad alimentaria, mediante la previsión y la provisión de alerta temprana de condiciones adversas, evaluar las necesidades y la elaboración de programas que promueven la transición del socorro a la reconstrucción desarrollo, mejorar el análisis de las causas de las crisis, y el fortalecimiento de las capacidades locales para hacer frente a los riesgos. Un ejemplo de su trabajo fue un reciente informe delineando las malas perspectivas de los cultivos en el este de África.

### Alerta temprana sobre emergencias alimentarias
El Sistema Mundial de Información y Alerta (SMIA) supervisa la demanda y la oferta mundiales de alimentos y da la información oportuna a la comunidad internacional sobre las perspectivas de los cultivos y la situación de la seguridad alimentaria.

### Manejo integrado de plagas
Durante la década de 1990, la FAO tuvo un papel destacado en la promoción del manejo integrado de plagas para la producción de arroz en Asia. Cientos de miles de agricultores fueron capacitados en un programa conocido como Escuela de Campo para Agricultores (ECA). Al igual que muchos de los programas administrados por la FAO, los fondos para dichas escuelas de campo provino de los fondos fiduciarios bilaterales con Australia, Holanda, Noruega y Suiza, actuando como los principales donantes. Los esfuerzos de la FAO en esta área se han ganado los elogios de las ONG que en otras ocasiones han criticado gran parte del trabajo de la organización.

### Plagas y enfermedades transfronterizas
La FAO estableció un «Sistema de prevención de emergencia de plagas y enfermedades transfronterizas de los animales y las plantas» en 1994, centrándose en el control de enfermedades como la peste bovina, la fiebre aftosa y la gripe aviar, ayudando a los gobiernos a coordinar sus respuestas. Un elemento clave es el «Programa mundial de erradicación de la peste bovina», que ha avanzado en grandes extensiones de Asia y África y finalmente se ha declarado la erradicación de la peste bovina. Mientras tanto, el programa «Locust Watch» vigila la situación de la langosta en todo el mundo y mantiene a los países afectados y donantes informados de la evolución.

### Convención Internacional de Protección Fitosanitaria
La FAO creó la Convención Internacional de Protección Fitosanitaria o la CIPF en 1952. Esta organización de tratado internacional trabaja para prevenir la propagación internacional de enfermedades y plagas de las plantas. Entre sus funciones están el mantenimiento de las listas de plagas de las plantas, el seguimiento de los brotes de plagas, y la coordinación de la asistencia técnica entre los países miembros. A partir de julio de 2009, 173 gobiernos habían adoptado el tratado.

### Iniciativa de colaboración mundial para el fortalecimiento de la capacidad de fitomejoramiento
La Iniciativa de colaboración mundial para el fortalecimiento de la capacidad de fitomejoramiento (GIPB, por sus siglas en inglés) es una asociación mundial dedicada incrementar la capacidad de reproducción de las plantas. La misión de la GIPB es mejorar la capacidad de los países en desarrollo para mejorar los cultivos para la seguridad alimentaria y el desarrollo sostenible a través del mejoramiento de las plantas y sistemas de entrega mejores. El objetivo principal es asegurar que una importante cantidad crítica de fitogenetistas, líderes, gerentes y técnicos, los donantes y los socios están unidos entre sí a través de una red mundial eficaz. El aumento de la creación de capacidades para el mejoramiento de las plantas en los países en desarrollo es fundamental para el logro de resultados significativos en la pobreza y la reducción del hambre y para revertir las preocupantes tendencias actuales. El fitomejoramiento es una ciencia reconocida, capaz de ampliar la base genética y la adaptabilidad de los sistemas de cultivo, mediante la combinación de las técnicas convencionales de selección y las tecnologías modernas. Es esencial para enfrentar y prevenir la repetición de crisis como la de los precios de los alimentos y responder a la creciente demanda de fuentes de cultivos basados en la energía.

### Codex Alimentarius
La FAO y la Organización Mundial de la Salud (OMS) crearon la Comisión del Codex Alimentarius en 1963 para desarrollar normas alimentarias, directrices y textos tales como códigos de prácticas bajo el Programa Conjunto FAO/OMS sobre Normas Alimentarias. Los objetivos principales del programa son la protección de la salud del consumidor, lo que garantiza un comercio justo y promover la coordinación de todas las normas alimentarias acordadas por las organizaciones intergubernamentales y no gubernamentales.

### Estadísticas
La División de Estadística de la FAO produce FAOSTAT, una base de datos multilingüe en línea que actualmente contiene más de 3 millones de series de registros de más de 210 países y territorios que comprenden estadísticas sobre la agricultura, la nutrición, la pesca, la silvicultura, la ayuda alimentaria, uso de la tierra y la población. La División de Estadística también produce datos sobre flujos de comercio agrícola mundial. Algunos de estos datos provienen de proyectos como Africover. No obstante y a pesar de los esfuerzos, existen multitud de autores que alertan de errores cometidos en las estadísticas ofrecidas. FAOSTAT presenta errores actuales e históricos en censos y producciones ganaderas  Errores Estadísticos de la FAO y agrícolas. Se han detectado errores estadísticos en datos calculados y proporcionados directamente por los países. También existen números datos ausentes de los que la FAO no alerta.

### Inversión en agricultura
El Departamento de Cooperación Técnica de la FAO alberga un Centro de Inversiones que promueve una mayor inversión en agricultura y desarrollo rural ayudando a los países en desarrollo a determinar y formular políticas de agricultura sostenible, programas y proyectos. Se moviliza la financiación de instituciones multilaterales como el Banco Mundial, bancos regionales de desarrollo y fondos internacionales, así como recursos de la FAO.

### TeleFood
La sensibilización sobre el problema del hambre moviliza energía para encontrar una solución. En 1997, la FAO puso en marcha TeleFood, una campaña de conciertos, eventos deportivos y otras actividades para aprovechar el poder de los medios de comunicación, celebridades y ciudadanos interesados para ayudar a combatir el hambre. Desde su inicio, la campaña ha generado cerca de 28 millones de dólares EE. UU., unos 15 millones de euros en donaciones. El dinero recaudado a través de TeleFood financia proyectos sostenibles que ayudan a los pequeños agricultores a producir más alimentos para sus familias y comunidades.
Los proyectos proporcionan recursos tangibles, tales como equipos de pesca, semillas y herramientas agrícolas. Dichos proyectos varían enormemente, desde ayudar a familias a criar cerdos en Venezuela, hasta la creación de huertos escolares en Cabo Verde y Mauritania; o suministrando los almuerzos escolares en Uganda y enseñar a los niños a cultivar alimentos; para la cría de peces en una comunidad de leprosos en la India.

### Alianza contra el Hambre y la Malnutrición (AAHM)
La Alianza contra el Hambre y la Malnutrición (AAHM) tiene como objetivo abordar cómo los países y las organizaciones pueden ser más eficaces en la promoción y la realización de acciones para combatir el hambre y la desnutrición. Como asociación mundial, AAHM crea conexiones globales entre las instituciones locales, regionales, nacionales e internacionales que comparten los objetivos de lucha contra el hambre y la desnutrición. La organización trabaja para abordar la seguridad alimentaria mediante el incremento de recursos y el intercambio de conocimientos y el fortalecimiento de las actividades para combatir el hambre en los países y a través de las fronteras de los estados en los planos regional e internacional.
Después de la Cumbre Mundial sobre la Alimentación, la Alianza se creó inicialmente en 2002 como la Alianza Internacional contra el Hambre (AICH) para fortalecer y coordinar los esfuerzos nacionales en la lucha contra el hambre y la malnutrición. La misión de la Alianza se origina en los Objetivos primero y octavo de Desarrollo del Milenio, reducir el número de personas que sufren de hambre a la mitad en 2015 (precedida por la «Declaración de Roma» en 1996) y fomentar una asociación mundial para el desarrollo. La Alianza fue fundada por las agencias sobre alimentación con sede en Roma: Organización de las Naciones Unidas para la Alimentación y la Agricultura (FAO), Programa Mundial de Alimentos (WFP), Fondo Internacional de Desarrollo Agrícola (IFAD)], y Bioversity International.
Hoy en día, AAHM es una iniciativa con visión de futuro mundial que vincula a organizaciones afines e instituciones que están involucradas en la lucha contra el hambre y la malnutrición. AAHM ofrece una plataforma única de múltiples partes interesadas y el foro en el que las personas que dirigen las iniciativas de desarrollo de arriba hacia abajo y de abajo arriba se pueden reunir en un ambiente neutral y abierto, compartir ideas, aprender unos de los otros de los éxitos y las lecciones, y establecer redes para la comunicación de apoyo dentro de los países, a través de las fronteras nacionales o con los países de distintas partes del mundo.
La Alianza ofrece un espacio donde los gobiernos y las organizaciones de la sociedad civil pueden encontrar sus semejanzas, establecer relaciones de trabajo y, a través de la unidad, aumentar su visibilidad, reconocimiento e impacto. Al invitar a todos los que participan activamente en las iniciativas de lucha contra el hambre a unirse, la Alianza contra el Hambre y la Malnutrición opera en dos niveles:
- A nivel internacional, como una asociación mundial que reúne a una amplia gama de partes interesadas, incluidas las organizaciones de las Naciones Unidas y las ONG internacionales
- A nivel nacional, mediante el apoyo al establecimiento y las actividades de las Alianzas Nacionales contra el Hambre y la Malnutrición (NAAHM) y facilitar los vínculos entre ellos.[25]

### Embajadores de Buena Voluntad de la FAO
El programa de Embajadores de Buena Voluntad de la FAO inició en 1999. El objetivo principal del programa es atraer la atención del público y los medios de comunicación por la situación inaceptable que cerca de 1,000 millones de personas siguen padeciendo hambre crónica y desnutrición en una época de abundancia sin precedentes. Estas personas llevan una vida de miseria y se les niega el más básico de los derechos humanos: el derecho a la alimentación.
Los gobiernos solos no pueden acabar con el hambre y la desnutrición. La movilización de los sectores público y privado, la participación de la sociedad civil y la puesta en común de recursos colectivos e individuales, son todos necesarios para que las personas puedan salir del círculo vicioso del hambre crónica y la desnutrición.
Cada uno de los Embajadores de Buena Voluntad de la FAO - celebridades de las artes, el entretenimiento, el deporte y el mundo académico, como la Premio Nobel Rita Levi Montalcini, la actriz Gong Li, la cantante ya fallecida Miriam Makeba, y los jugadores de fútbol Roberto Baggio y Raúl, por nombrar algunos - han hecho un compromiso personal y profesional con la visión de la FAO: un mundo con seguridad alimentaria para las generaciones presentes y futuras. Con su talento e influencia, los Embajadores de Buena Voluntad llegan a un público de todas las edades y categorías: los jóvenes, los ricos y los pobres, en la campaña contra el hambre en el mundo. Su objetivo es hacer que los alimentos para todos sea una realidad en el siglo XXI y más allá.

### Campaña en línea contra el hambre
En abril de 2011 el proyecto inicial se convirtió en la campaña «1 millardo de hambrientos: Petición para poner fin al hambre/EndingHunger». Encabezada por la FAO en colaboración con otras agencias de la ONU y grupos privados sin fines de lucro, el movimiento EndingHunger busca el apoyo del público más allá del límite convencional. Se inspiró en el éxito del proyecto 1billonhungry de 2010 y la subsiguiente cadena de eventos públicos que llevaron a la recolección de más de tres millones de firmas en una petición mundial para acabar con el hambre (www.EndingHunger.org). La petición fue presentada originalmente a los representantes de los gobiernos del mundo en una ceremonia en Roma el 30 de noviembre de 2010.
La red y las alianzas son dos aspectos fundamentales y dinámicos de EndingHunger. La campaña se basa en la asistencia de las organizaciones e instituciones que puedan facilitar la difusión del proyecto, mediante la colocación de eslóganes (banners) en sus propios sitios web o la organización de eventos destinados a dar a conocer el proyecto. En su temporada 2011, la campaña amplió su contenido multimedia, buscando acuerdos mutuos de visibilidad con las organizaciones asociadas, y perfiló su enfoque hacia un público de entre 14-25 años de edad, a los que se animó a entender su potencial como un movimiento social para presionar por el fin del hambre.
Además, el proyecto EndingHunger es una campaña de comunicación «viral», renovando y expandiendo sus esfuerzos para construir el movimiento a través de Facebook, Twitter y otras redes sociales. Los que firman la petición pueden propagar el enlace de la página web EndingHunger a sus amigos, a través de medios de comunicación social o de correo electrónico, con el fin de crear conciencia y aumentar las firmas de la petición. El siguiente objetivo es hacer crecer la comunidad del movimiento EndingHunger en Facebook hasta 1 millón de miembros. Al igual que con la petición, mientras más gente se involucre, más poderoso el mensaje a los gobiernos: «Ya no estamos dispuestos a aceptar el hecho de que cientos de millones de personas vivan con hambre crónica».
Ambas campañas de 1billionhungry y EndingHunger han continuado atrayendo Embajadores de la ONU de buena voluntad del mundo de la música y el cine, la literatura, el deporte, el activismo y el gobierno. Algunas de las personas conocidas que se han implicado son el expresidente brasileño, Luiz Inácio Lula da Silva, expresidentes de Chile, Ricardo Lagos y Michelle Bachelet, la actriz Susan Sarandon, los actores Jeremy Irons y Raúl Bova, las cantantes Céline Dion y Anggun, los autores Isabel Allende y Andrea Camilleri, el músico Chucho Valdés y la leyenda olímpica tanto en pista y campo Carl Lewis.

### Reforma de la FAO
Un amplio programa de reforma de la organización y cambio cultural se inició en 2008 después del lanzamiento de una evaluación externa independiente. La reestructuración de la Sede y la delegación de la toma de decisiones ha dado lugar una estructura más rápida en la respuesta y la reducción de costes. La modernización y racionalización de los procesos administrativos y operativos siguen en marcha. Mejora el trabajo en equipo interno y una colaboración más estrecha con el exterior, junto con la mejora de la infraestructura de la Tecnología de la Información y una mayor autonomía de las oficinas descentralizadas de la FAO permite a la Organización responder con rapidez, donde las necesidades son mayores. Dado que la FAO es ante todo una organización basada en el conocimiento, la inversión en recursos humanos es una prioridad. Se ha establecido la creación de capacidad que incluye un programa de liderazgo, la rotación de los empleados y un nuevo Programa de Jóvenes Profesionales. Se ha establecido una gestión de la actuación individual, un oficial de ética y una oficina independiente de evaluación para mejorar el rendimiento mediante el aprendizaje y aumento de la supervisión.

### DAD-IS
La FAO hospeda al DAD-IS el Sistema de Información sobre la Diversidad de los Animales Domésticos, una herramienta de comunicación e información para la gestión de los recursos zoogenéticos que proporciona al usuario con bases de datos de búsqueda de información relacionada con la raza, las herramientas de gestión, y los contactos de los coordinadores regionales y nacionales para la gestión del programa de recursos genéticos animales.

### 75 años de la FAO
En los últimos 75 años, la perspectiva y el conjunto de la labor de la FAO han adquirido nuevas dimensiones ambientales y de sostenibilidad, y en el 2020, la organización ha comenzado una reinvención estratégica. A medida que la COVID-19 agrava las vulnerabilidades relacionadas con los conflictos y el cambio climático, y con solamente 10 años para lograr los Objetivos de Desarrollo Sostenible, la FAO está tratando de establecer asociaciones avanzadas de investigación, digitalización e innovación integral para ayudar a poner fin al hambre y la malnutrición.

## Áreas de trabajo prioritarias
Para el bienio 2014-2015 la FAO señaló las siguientes prioridades en su lucha contra el hambre:
- Ayudar a eliminar el hambre, la inseguridad alimentaria y la malnutrición - Contribuir a la erradicación del hambre fomentando políticas y compromisos políticos destinados a respaldar la seguridad alimentaria y asegurándose de que se dispone de información actualizada sobre los desafíos y las soluciones del hambre y la nutrición y de que dicha información es accesible.
- Hacer que la agricultura, la actividad forestal y la pesca sean más productivas y sostenibles - Promover políticas y prácticas basadas en hechos comprobados para respaldar sectores agrícolas muy productivos (cultivos, ganadería, silvicultura y pesca), asegurando al mismo tiempo que la base de recursos naturales no sufra en el proceso.
- Reducir la pobreza rural - Ayudar a los campesinos pobres a obtener acceso a los recursos y servicios que necesitan, en especial los de empleo rural y protección social, para trazar un camino que les permita salir de la pobreza.
- Fomentar sistemas agrícolas y alimentarios integradores y eficientes - Ayudar a crear unos sistemas alimentarios seguros y eficientes que sirvan de apoyo a una agricultura de pequeñas explotaciones y reduzcan la pobreza y el hambre en las zonas rurales.
- Incrementar la resiliencia de los medios de vida ante las catástrofes - Ayudar a los países a prepararse para las catástrofes naturales o provocadas por el hombre reduciendo su riesgo y potenciando la resiliencia de sus sistemas agrícolas y alimentarios.

El marco estratégico para la década 2010-2019 era:

Las tres metas mundiales de los Miembros, con la modificación de la primera de ellas según lo recomendado por el Consejo, son:
 1) erradicación del hambre, la inseguridad alimentaria y la malnutrición para conseguir gradualmente un mundo en el que las personas, en todo momento, dispongan de alimentos inocuos y nutritivos suficientes que satisfagan sus necesidades alimenticias y sus preferencias en materia de alimentos a fin de llevar una vida activa y sana;
2) eliminación de la pobreza e impulso del progreso económico y social para todos mediante el aumento de la producción de alimentos, la potenciación del desarrollo rural y medios de vida sostenibles;
3) ordenación y utilización sostenibles de los recursos naturales, con inclusión de la tierra, el agua, el aire, el clima y los recursos genéticos, en beneficio de las generaciones actuales y futuras.
FAO (2013), p. 6

## Estructura y financiación
La Organización Mundial para la Alimentación y la Agricultura se creó el 16 de octubre del 1945 en la ciudad de Quebec (Canadá). En 1951 su sede se estableció en Washington D. C. (Estados Unidos) y Roma (Italia).
El organismo está dirigido por la Conferencia de los Estados miembros, que se reúne cada dos años para revisar el trabajo realizado por la organización y para aprobar el programa de trabajo y el presupuesto para el siguiente período de dos años. La conferencia elige un consejo de los 49 Estados miembros (elegidos por un período de tres años y cuyos mandatos expiran escalonadamente) que actúa entre los períodos de sesiones de esta, en calidad de órgano ejecutivo. El director general dirige las actividades del organismo.
La FAO está compuesta por los siguientes departamentos: Agricultura y protección de los consumidores; Clima, Biodiversidad, Tierras y Aguas; Desarrollo económico y social; Pesca y acuicultura; Forestal; y Cooperación técnica.
A partir de 1994, la FAO realizó la reestructuración más importante desde su fundación, la descentralización de las operaciones, la simplificación de sus procedimientos y la reducción de costes. Como resultado, se ahorraron alrededor de 50 millones de dólares de EE. UU., unos 35 millones de euros al año.

### Directores generales

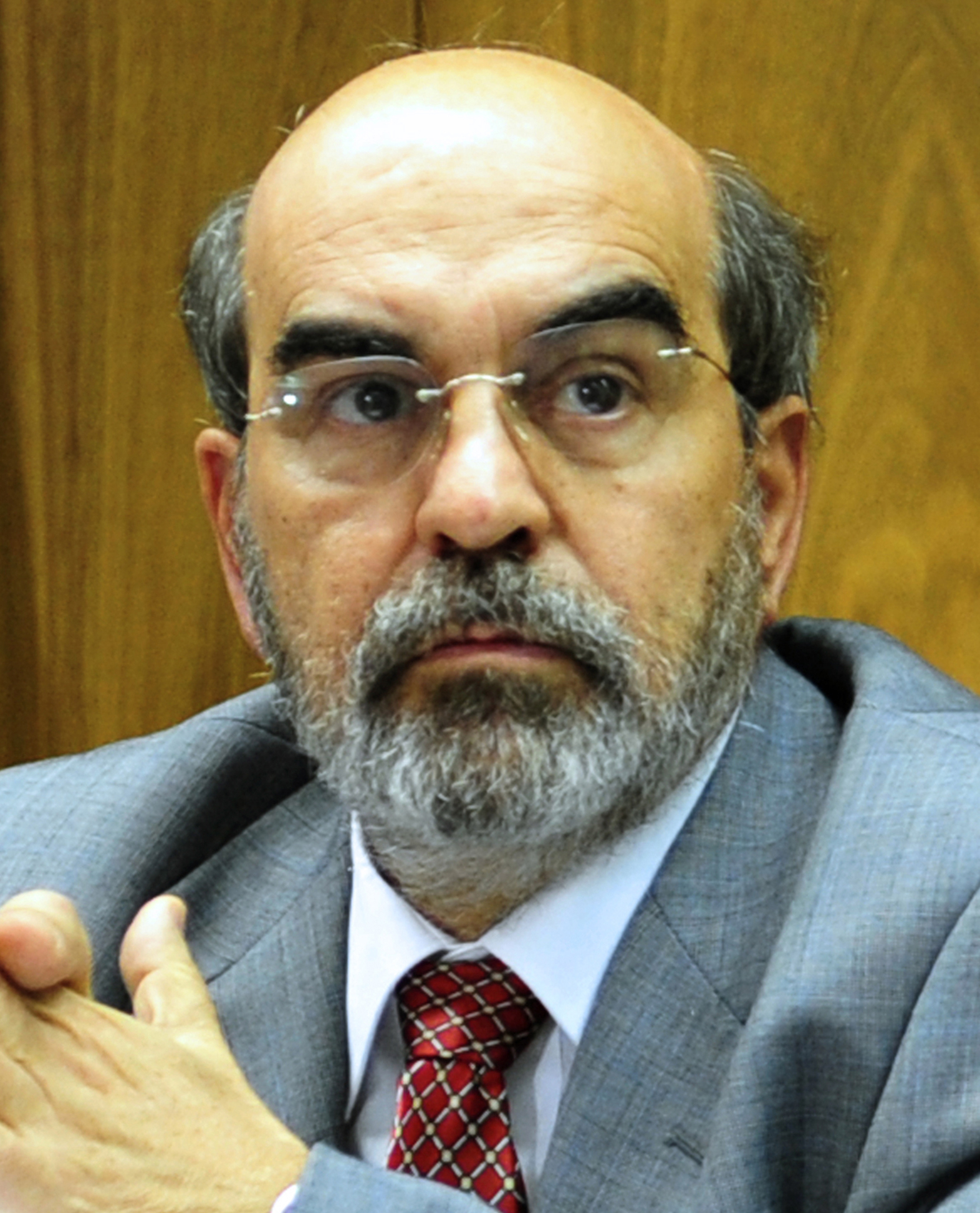
José Graziano da Silva, director general de la FAO desde enero de 2012 hasta julio de 2019.

- Sir John Boyd Orr (RU): octubre 1945-abril 1948.
- Norris E. Dodd (EE. UU.): abril 1948-diciembre 1953.
- Philip V. Cardon (EE. UU.): enero 1954-abril 1956.
- Sir Herbert Broadley (RU) (en activo): abril 1956-noviembre 1956.
- Binay Ranjan Sen (India): noviembre 1956-diciembre 1967.
- Addeke Hendrik Boerma (Países Bajos): enero de 1968-diciembre de 1975.
- Edouard Saouma (Líbano): enero de 1976-diciembre de 1993.
- Jacques Diouf (Senegal): enero de 1994-diciembre de 2011.
- José Graziano da Silva (Brasil): enero de 2012-julio de 2019.
- Qu Dongyu (China): agosto de 2019-presente.

### Directores generales adjuntos
- William Nobel Clark (EE. UU.): 1948.
- Sir Herbert Broadley (RU): 1948-1958.
- Friedrich Traugott Wahlen (Suiza): 1958-1959.
- Norman C. Wright (RU): 1959-1963.
- Oris V. Wells (EE. UU.): 1963-1971.
- Roy I. Jackson (EE. UU.): 1971-1978.
- Ralph W. Phillips (EE. UU.): 1978-1981.
- Edward M. West (RU): 1981-1985.
- Declan J. Walton (Irlanda): 1986-1987.
- Howard Hjort (EE. UU.): 1992-1997.
- Vikram J. Shah (ad personam) (RU): 1992-1995.
- David A. Harcharik (EE. UU.): 1998-2007.
- James G. Butler (EE. UU.): 2008-2010.
- Changchui He (China) (Operaciones): 2009-2011.
- Ann Tutwiler (EE. UU.) (Conocimiento): 2011-2012.
- Manoj Juneja (India) (Operaciones): 2011-2012.
- Dan Gustafson (EE. UU.) (Operaciones): 2012-2013.
- María Helena M.Q Semedo (Cabo Verde) (Recursos Naturales): 2013-2025.
- Laurent Thomas (Francia) (Operaciones): 2017-2025.
- Beth Bechdol (EE. UU.) (asociaciones y promoción): 2020-2025

## Oficinas
La sede de la FAO se encuentra en Roma, en la antigua sede del Departamento de África Oriental Italiana. Una de las características más notables de la construcción era el Obelisco de Aksum, que se encontraba frente a la sede del organismo, aunque fuera del terreno asignado a la FAO por el Gobierno italiano. Procedente de Etiopía, fue sustraído en 1937 como botín de guerra y regresó al país el 18 de abril de 2005.

### Oficinas regionales

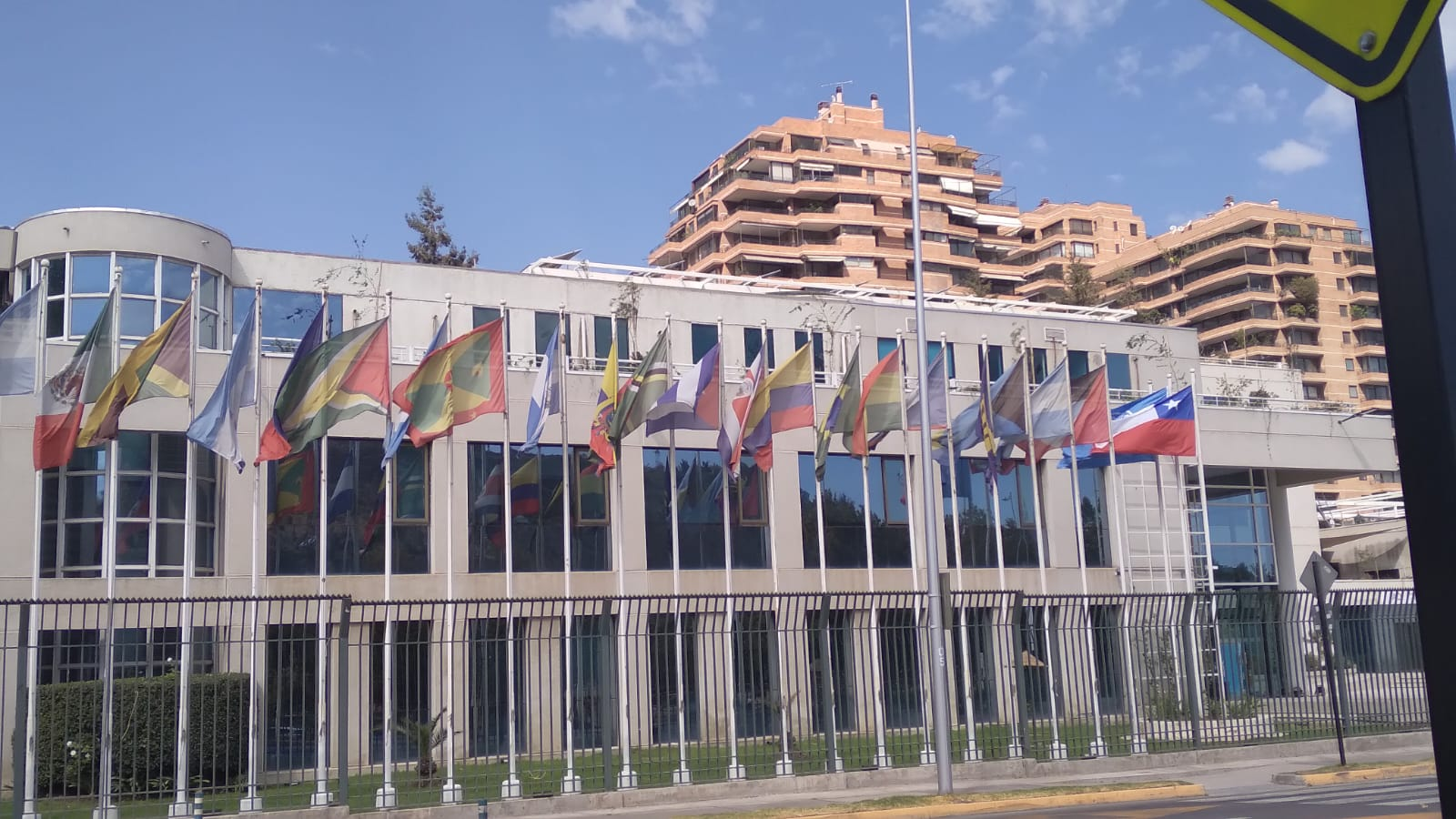
Oficina Regional para América Latina y el Caribe de la FAO, en Santiago de Chile.

El organismo dispone de las siguientes oficinas en distintos puntos del mundo, además de otras suboficinas:
- Oficina Regional para África en Acra (Ghana)
- Oficina Regional para América Latina y el Caribe en Santiago (Chile)
- Oficina Regional para Asia y el Pacífico en Bangkok (Tailandia)
- Oficina Regional para el Cercano Oriente y África del Norte en El Cairo (Egipto)
- Oficina Regional para Europa y Asia Central en Budapest (Hungría)

### Oficinas subregionales

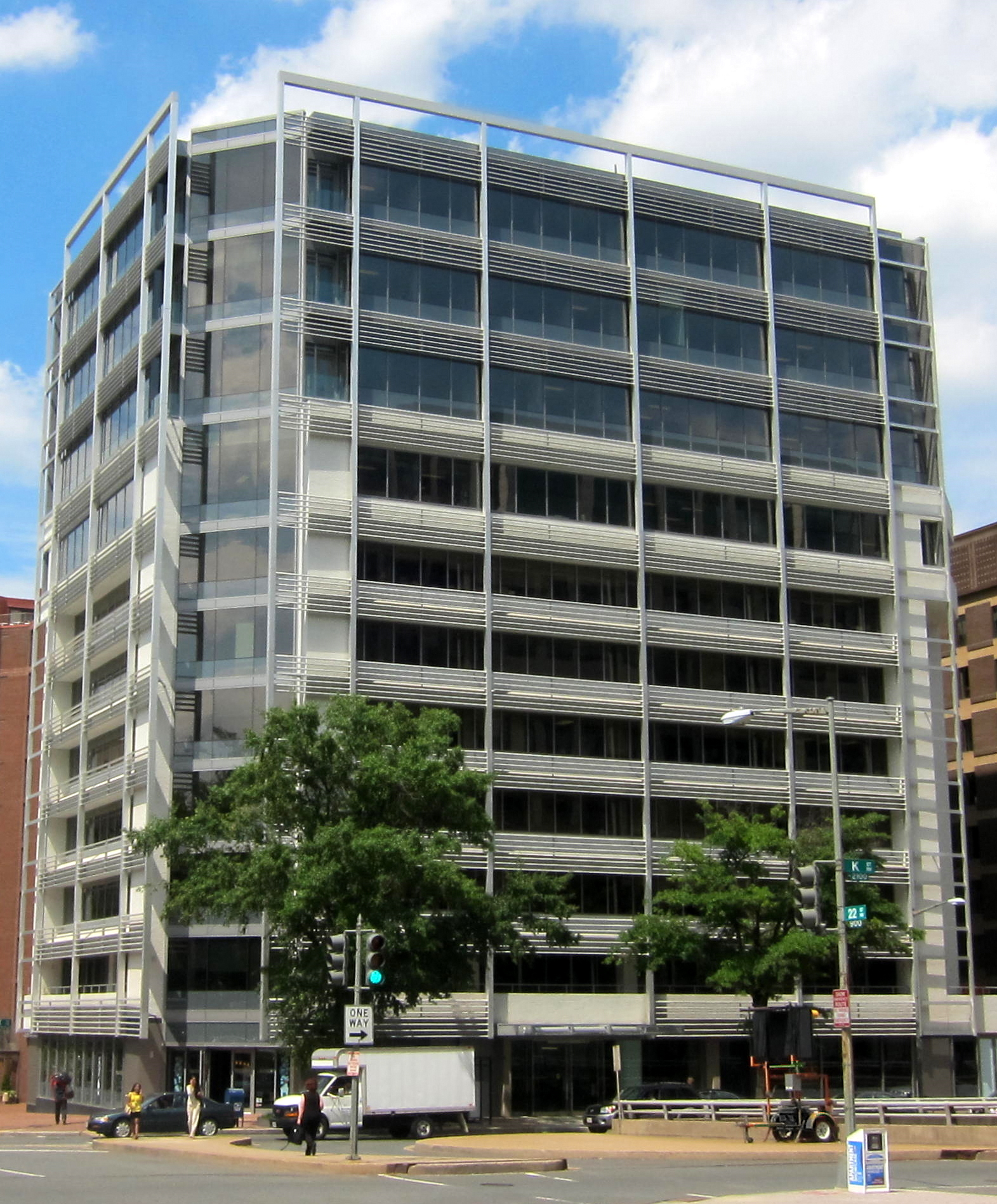
Oficina de Enlace para América del Norte en Washington D. C.

El organismo dispone de las siguientes suboficinas:
- Oficina Subregional para África Austral, en Harare (Zimbabue)
- Oficina Subregional para África del Oeste, en Dakar (Senegal)
- Oficina Subregional para África Oriental, en Addis Abeba (Etiopía)
- Oficina Subregional para África Central, en Libreville (Gabón)
- Oficina Subregional para las Islas del Pacífico en Apia (Samoa)
- Oficina Subregional para Europa Central y Oriental en Budapest (Hungría)
- Oficina Subregional para Asia Central en Ankara (Turquía)
- Oficina Subregional para El Caribe en Bridgetown (Barbados)
- Oficina Subregional para América Central, en la Ciudad de Panamá (Panamá)
- Oficina Subregional para África del Norte, en Túnez (Túnez)
- Oficina Subregional para los países del Consejo de Cooperación del Golfo y Yemen, en Abu Dabi (Emiratos Árabes Unidos)
- Oficina subregional para los países del Mashreq, en Beirut (Líbano)

### Oficinas de enlace
- Oficina de Enlace con las Naciones Unidas en Ginebra
- Oficina de Enlace para América del Norte en Washington D. C.
- Oficina de Enlace con las Naciones Unidas en Nueva York
- Oficina de Enlace con el Japón en Yokohama
- Oficina de Enlace con la Unión Europea y Bélgica en Bruselas
- Oficina de Enlace con la Federación Rusa en Moscú

## Algunos de los miembros de la FAO
| - Afganistán - Albania - Alemania - Andorra - Angola - Antigua y Barbuda - Arabia Saudita - Argelia - Argentina - Armenia - Barbados - Bielorrusia - Bélgica - Belice - Benín - Bután - Bolivia - Bosnia y Herzegovina - Botsuana - Brasil - Brunéi - Bulgaria - Burkina Faso - Burundi - Cabo Verde - Camboya - Camerún - Canadá - Catar - Chad - Chile - China - Chipre - Colombia - Comoras - República del Congo - Costa Rica - Costa de Marfil - Croacia - Cuba - Dinamarca - Dominica - Ecuador - Egipto - El Salvador - Emiratos Árabes Unidos - Eritrea - Eslovaquia - Eslovenia - España - Estados Unidos - Estonia - Etiopía - Macedonia del Norte - Rusia - Fiyi - Filipinas - Finlandia - Francia - Gabón - Gambia - Georgia - Ghana | - Granada - Grecia - Guatemala - Guinea - Guinea-Bisáu - Guinea Ecuatorial - Guyana - Haití - Honduras - Hungría - India - Indonesia - Irán - Irak - Irlanda - Islandia - Islas Cook - Islas Feroe (miembro asociado) - Islas Marshall - Islas Salomón - Israel - Italia - Jamaica - Japón - Jordania - Kazajistán - Kenia - Kirguistán - Kiribati - Kuwait - Lesoto - Letonia - Líbano - Liberia - Libia - Lituania - Luxemburgo - Madagascar - Malasia - Malaui - Maldivas - Mali - Malta - Marruecos - Mauricio - Mauritania - México - Estados Federados de Micronesia - Mónaco - Mongolia - Montenegro - Mozambique - Birmania - Namibia - Nauru - Nepal - Nicaragua - Níger - Nigeria - Niue - Noruega - Nueva Zelanda - Omán | - Países Bajos - Pakistán - Palaos - Panamá - Papúa Nueva Guinea - Paraguay - Perú - Polonia - Portugal - Reino Unido - Siria - República Centroafricana - República Checa - Corea del Sur - Laos - República Dominicana - Corea del Norte - Tanzania - Rumania - Ruanda - San Cristóbal y Nieves - Samoa - San Marino - Santa Lucía - Santo Tomé y Príncipe - Barbados - Senegal - Serbia - Seychelles - Sierra Leona - Singapur - Somalia - Sudáfrica - Sudán del Sur - Sri Lanka - Sudán - Suecia - Suiza - Surinam - Suazilandia - Tailandia - Tayikistán - Timor Oriental - Togo - Tokelau (miembro asociado) - Tonga - Trinidad y Tobago - Túnez - Turkmenistán - Turquía - Tuvalu - Ucrania - Uganda - Unión Europea (organización miembro) - Uruguay - Uzbekistán - Vanuatu - Venezuela - Vietnam - Yemen - Yibuti - Zambia - Zimbabue |

Los estados no miembros son Liechtenstein, y los estados no reconocidos. La Santa Sede, por su parte, cuenta con un observador permanente ante la FAO.
Algunos países pueden designar representantes específicos ante la FAO, por ejemplo, el embajador de Estados Unidos ante la Organización de las Naciones Unidas para la Alimentación y la Agricultura, que tiene rango de embajador y es también parte de la Misión de los Estados Unidos ante los organismos de la ONU en Roma.

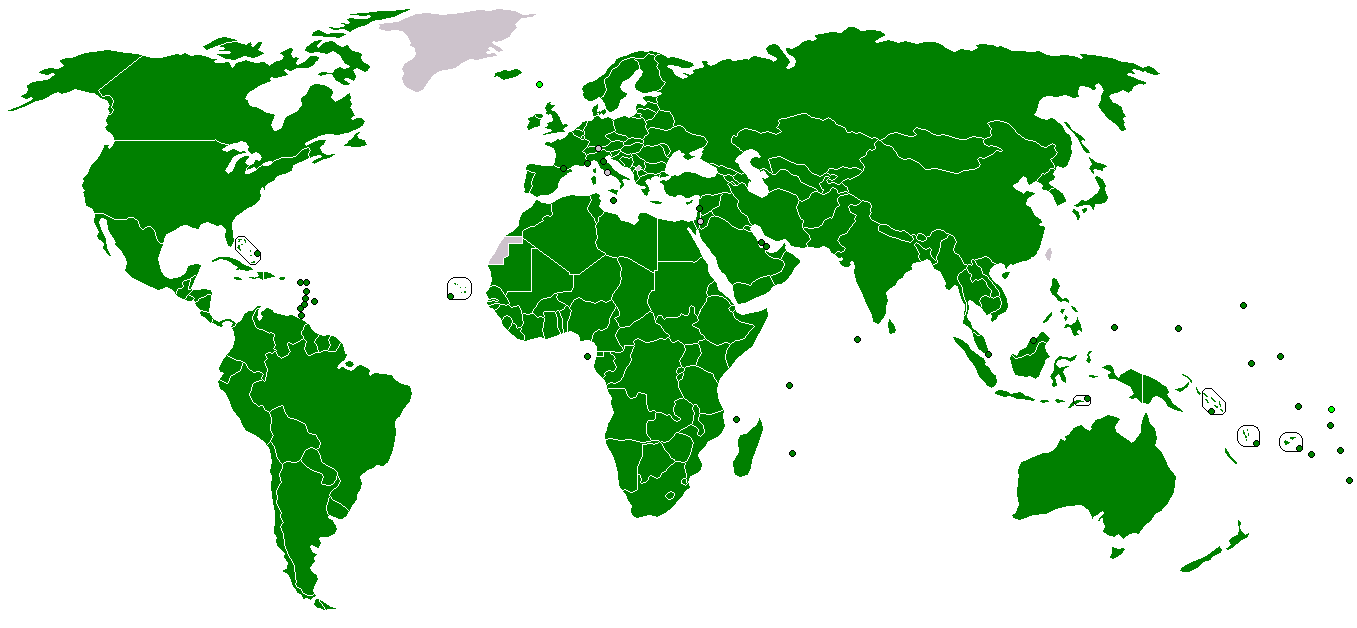
Estados Miembros de la FAO
Estados asociados de la FAO

## Críticas

### 1970, 1980, 1990
En los últimos 30 años se han acumulado las críticas a la FAO. Cierta insatisfacción por la actuación de la Organización fue una de las razones que dieron lugar a la creación de dos nuevas organizaciones después de la Conferencia Mundial de la Alimentación en 1974, el Consejo Mundial de la Alimentación y el Fondo Internacional de Desarrollo Agrícola; durante la década de 1980 hubo una intensa rivalidad entre estas organizaciones. Al mismo tiempo, el Programa Mundial de Alimentos, que comenzó como un estudio experimental de tres años del programa de la FAO, fue creciendo en tamaño e independencia, con los directores de la FAO y el PMA, que luchaban por el poder.
A principios de 1989, la organización fue atacada por la Fundación Heritage, un grupo de reflexión conservador con sede en Washington D. C. La Fundación escribió que «La triste realidad es que la FAO se ha convertido en esencialmente irrelevante en la lucha contra el hambre. Una burocracia inflada conocida por la mediocridad de su trabajo y la ineficiencia de su personal, la FAO en los últimos años está cada vez más politizada». En septiembre del mismo año, la revista Society publicó una serie de artículos acerca de la FAO que incluía un contribución de la Fundación Heritage y una respuesta de un funcionario de la FAO, Richard Lydiker, que se describe más adelante por la ministra danesa de Agricultura (ella misma dimitió de la organización) como el jefe portavoz 'de la 'falta de transparencia de la FAO.
Edouard Saouma, director general de la FAO en aquel momento, también fue criticado en el libro de Graham Hancock Señores de la pobreza (Lords of poverty), publicado en 1989. Se menciona la «alta remuneración» de Saouma, su «autocrático» estilo de gestión, y su «control sobre el flujo de la información pública». Hancock llegó a la conclusión de que «[u]no tiene la sensación de todo esto que es una institución que ha perdido su camino, se apartó de su mandato puramente humanitario y de desarrollo, se confunden acerca de su lugar en el mundo: exactamente sobre lo que está haciendo y por qué». A pesar de las críticas, Edouard Saouma sirvió como director general durante tres períodos consecutivos desde 1976 hasta 1993.
En 1990, el Departamento de Estado de los EE. UU. opinó que «La Organización para la Alimentación y la Agricultura se ha quedado atrás de otras organizaciones de las Naciones Unidas para responder a los deseos de Estados Unidos para mejoras en el programa y los procesos de presupuesto para aumentar el valor del dinero gastado».
Un año más tarde, en 1991, la revista The Ecologist, elaboró un número especial bajo el título «La Organización de las Naciones Unidas para la Alimentación y la Agricultura: Promoción de hambre en el mundo». La revista incluía artículos que cuestionaban las políticas de la FAO sobre las prácticas forestales, pesca, acuícolas y control de plagas. Los artículos fueron escritos por expertos tales como Helena Norberg-Hodge, Vandana Shiva, Edward Goldsmith, Miguel A. Altieri y Barbara Dinham.
En 1996, la FAO organizó la Cumbre Mundial sobre la Alimentación, a la que asistieron 112 jefes o representantes de jefes de Estado y de Gobierno. La Cumbre concluyó con la firma de la Declaración de Roma, que estableció la meta de reducir a la mitad el número de personas que padecen hambre para el año 2015. Al mismo tiempo, 1200 organizaciones de la sociedad civil (OSC) de 80 países participaron en un foro de ONG. El foro fue crítico sobre la creciente industrialización de la agricultura y pidió a los gobiernos, y a la FAO, hacer más para proteger el «derecho a la alimentación» de los pobres.

### Desde el año 2000
La siguiente Cumbre de la Alimentación organizada por la FAO en 2002 fue considerada una pérdida de tiempo por muchos de los participantes oficiales. Los movimientos sociales, campesinos, pescadores, pastores, pueblos indígenas, ambientalistas, organizaciones de mujeres, sindicatos y organizaciones no gubernamentales expresaron su decepción colectiva y el rechazo a la Declaración oficial de la... Cumbre.
En 2004, la FAO elaboró un controvertido informe denominado «¿Se ocupa la biotecnología de las necesidades de los pobres?». El informe afirma que «la agricultura biotecnología tiene un verdadero potencial como una nueva herramienta en la lucha contra el hambre». En respuesta al informe, más de 650 organizaciones de todo el mundo firmaron una carta abierta en la que manifestaban: «La FAO ha roto su compromiso con la sociedad civil y las organizaciones de campesinos». La carta mostraba su decepción en que las organizaciones que representan los intereses de los agricultores no habían sido consultados, que la FAO estaba del lado de la industria biotecnológica y, en consecuencia, que el informe «plantea serias dudas sobre la independencia y la integridad intelectual de un importante organismo de las Naciones Unidas». El director general de la FAO respondió inmediatamente, indicando que las decisiones sobre la biotecnología deben «tomarse a nivel internacional por los órganos competentes» (en otras palabras, no por organizaciones no gubernamentales). Reconoció, sin embargo, que «la investigación biotecnológica se debe esencialmente a las diez Empresas transnacionales mejores del mundo» y «el sector privado protege sus resultados con patentes con el fin de obtener rendimiento de sus inversiones y se concentra en productos que no tienen ninguna importancia para la alimentación en los países en desarrollo».
En mayo de 2006, un periódico británico publicó la carta de dimisión de Louise Fresco, una de los ocho Subdirectores Generales de la FAO. En su carta, la muy respetada Dra. Fresco afirmó que »la Organización no ha sido capaz de adaptarse a una nueva era«, que »nuestra contribución y reputación han disminuido de manera constante« y »su liderazgo no se propone opciones audaces para superar esta crisis«.
En octubre de 2006 los delegados de 120 países llegaron a Roma para el 32.º período de sesiones del Comité de Seguridad Alimentaria Mundial. El evento fue ampliamente criticado por las organizaciones no gubernamentales, pero ello en gran parte fue ignorado por los medios de comunicación. Oxfam pidió poner fin a estos «festivales de charla» mientras que Vía Campesina emitió un comunicado en el que criticaba la política de la FAO sobre Seguridad Alimentaria.
El 18 de octubre de 2007 se publicó el informe final de la Evaluación Externa Independiente de la FAO. Más de 400 páginas de lectura, la evaluación fue la primera en su género en la historia de la Organización. Fue encargado por decisión del 33.º período de sesiones de la Conferencia de la FAO en noviembre de 2005. El informe concluye que «La Organización se encuentra hoy en una crisis financiera y de programa», pero «los problemas que afectan a la organización hoy en día se puede resolver»
Entre los problemas señalados por la EEI: «La Organización ha sido conservadora y lenta para adaptarse», «La FAO cuenta con una burocracia pesada y costosa» y «La capacidad de la Organización está disminuyendo y muchas de sus competencias básicas están ahora en peligro».
Entre las soluciones: «Un nuevo marco estratégico», «un cambio de cultura institucional y reforma de los sistemas administrativos y de gestión».
La respuesta oficial de la FAO llegó el 29 de octubre: «La Administración apoya la principal conclusión del informe de la EEI sobre la necesidad de una reforma con crecimiento a fin de tener una FAO para este siglo».
Mientras tanto, cientos de funcionarios de la FAO firmaron una petición en apoyo de las recomendaciones de la EEI, llamando a «un cambio radical en la cultura de la gestión y el espíritu, la despolitización de los nombramientos, la restauración de la confianza entre el personal y la gestión, [y] el establecimiento de prioridades estratégicas de la organización».
En la conclusión de la EEI indicó que «Si la FAO no existiera, habría que inventarla».
En noviembre de 2008, una conferencia especial de los países miembros de la FAO aprobó el estanciamiento de 42.6 millones de dólares EE. UU. (€ 38,6 millones), en tres años para el Plan Inmediato de Acción para la «reforma con crecimiento», según lo recomendado por la Evaluación Externa Independiente (EEI).
En el marco del plan 21,8 millones de dólares EE. UU., € 15 millones, se emplearían el año siguiente en la reforma de los procedimientos financieros, las jerarquías y la gestión de recursos humanos.

### Crisis mundial de alimentos
En mayo de 2008, al hablar de la actual Crisis alimentaria mundial (2007-2008), el presidente Abdoulaye Wade de Senegal expresó la opinión de que la FAO era «una pérdida de dinero» que «debemos desechar». Wade dijo que la propia FAO era en gran parte la culpable de los aumentos de precios, y que el trabajo de la organización fue duplicado por otras entidades que operaban de manera más eficiente, como el Fondo Internacional de Desarrollo Agrícola. Sin embargo, estas críticas pueden haber tenido más que ver con la animosidad personal entre el presidente y el director general, también senegalés, sobre todo teniendo en cuenta las diferencias significativas en el trabajo realizado por las dos organizaciones.
En 2008, la FAO patrocinó la Conferencia de Alto Nivel sobre Seguridad Alimentaria Mundial. Fue notable la falta de acuerdo sobre la cuestión de los biocombustibles.
La respuesta a la cumbre fue mixta entre las organizaciones no gubernamentales, afirmando Oxfam que «la cumbre de Roma era un primer paso importante en la lucha contra la crisis alimentaria, pero ahora hacía falta una mayor acción.», mientras que Maryam Rahmanian, del Centro Iraní para el Desarrollo Sostenible, comentaba que «Estamos consternados y disgustados al ver la crisis de los alimentos utilizados para promover las mismas políticas que nos han llevado a la crisis alimentaria».
Al igual que en ocasiones anteriores, las anteriores cumbres sobre la alimentación, las organizaciones de la sociedad civil llevaron a cabo una reunión paralela que emitió su propia declaración de «rechazar el modelo empresarial industrial y de uso intensivo de energía, de producción y consumo que es la base de las constantes crisis».